# Vladan Vićević
Vladan Vićević (26 de julio de 1967 en Titovo Užice, Yugoslavia) es futbolista retirado serbio naturalizado salvadoreño.

## Biografía
Vladan Vićević nació en Serbia El 26 de julio de 1967; inició su carrera como futbolista en el FK Sloboda Užice de su país de origen, después que finalizar su etapa en dicho equipo, Vicevic llegó a El Salvador en 1996 para jugar en el C.D. Águila que en ese momento era dirigido por el entrenador también de origen serbio Milos Miljanic. Se naturalizó y pudo jugar con  la Selección de fútbol de El Salvador en la Eliminatorias hacia el Mundial  Francia 1998 por consejo de su compatriota Miroslav D'Joric en ese momento entrenador de la Azul y Blanco, quien ya había solicitado a la FESFUT la posibilidad como seleccionado para el jugador. 
Después de su retiro como jugador, en el 2005 se convirtió en técnico de C.D. Águila donde logró el título de campeón en el Clausura 2006. 
En 2007, firmó como entrenador de C.D. Chalatenango. Después de una temporada renunció debido a problemas familiares. 
En 2011, es contratado como entrenador de Alianza FC, pero a inicios del siguiente año renunció debido a diferencias con la directiva. 
En el año 2013 regresa a la dirección técnica de CD Águila, sin embargo los resultados no le acompañaron y fue cesado del cargo.

## Clubes como futbolista
| Club                  | País        | Año       |
| --------------------- | ----------- | --------- |
| FK Sloboda Užice      | Serbia      | 1986-1995 |
| Club Deportivo Águila | El Salvador | 1996-1998 |
| FK Sloboda Užice      | Serbia      | 1999-2002 |

## Clubes como entrenador
| Club                        | País        | Año       |
| --------------------------- | ----------- | --------- |
| CD Águila                   | El Salvador | 2006-2006 |
| Club Deportivo Chalatenango | El Salvador | 2007-2007 |
| Alianza FC                  | El Salvador | 2011-2011 |
| CD Águila                   | El Salvador | 2013-2013 |